# Stella Polaris
Stella Polaris – norweski awangardowy teatr uliczny powstały w 1985. Założycielami grupy jest małżeństwo Merete Klingen i Per Spildra Borg. Teatr ma swoją siedzibę w Stokke w  południowej Norwegii. Od 2006 roku działa jako publiczna instytucja kultury.

## Charakterystyka działalności
Teatr w swojej twórczości inspiruje się aktywnością artystyczną kultur mniejszościowych i archaicznych: Romów, Lapończyków, Maorysów, kultur Afryki, Indii, Bali i innych. Wykorzystuje także elementy typowe dla cyrku, odwołuje się do sztuki i kultury średniowiecza. W 1994 roku teatr wystąpił podczas inauguracji Zimowych Igrzysk Olimpijskich w Lillehammer. 
Artyści teatru są zaangażowani w projekty edukacyjne, skierowane do dzieci i młodzieży.

## Stella Polaris w Polsce
Tear występuje na całym świecie, w Polsce współpracuje z Ośrodkiem Praktyk Teatralnych „Gardzienice” oraz teatrem Kana ze Szczecina. Występował m.in. na Konfrontacjach Teatralnych w Lublinie (1997), Festiwalu Bulwar w Toruniu (2005) oraz na Międzynarodowym Festiwalu Artystów Ulicy w Szczecinie (2006, 2007, 2008).

## Nagrody
- 2003 - Per Spildra Borg uhonorowany nagrodą im. Hansa Christiana Ostrø  za budowanie poprzez sztukę wspólnoty między kulturami.